# Richard Roundtree
Richard Roundtree (New Rochelle, 9 luglio 1942 – Los Angeles, 24 ottobre 2023) è stato un attore statunitense.
Divenne celebre per aver interpretato il ruolo di John Shaft nei film Shaft il detective (1971), Shaft colpisce ancora (1972), Shaft e i mercanti di schiavi (1973), Shaft (2000), Shaft (2019) e nella serie televisiva Shaft (1973-1974).

## Biografia
Dopo essere stato giocatore di football e modello, Roundtree divenne popolarissimo interpretando sul grande schermo il ruolo del detective di colore John Shaft, vera e propria icona della blaxploitation dei primi anni settanta. In quegli stessi anni prese parte anche alla celebre serie tv Radici, la saga tratta dal romanzo di Alex Haley, nel ruolo di Sam Bennett. In seguito, pur recitando in molti film, per lungo tempo non gli vennero più affidati ruoli significativi.
Dagli anni novanta in poi, dopo aver sconfitto nel 1993 un cancro al seno (per il quale dovette anche essere sottoposto a doppia mastectomia), tornò alla ribalta come personaggio icona, anche grazie ad un ritorno di interesse generale verso la blaxploitation. Apparve in Seven (1995) di David Fincher e in Shaft (2000), remake della pellicola originale, diretto da John Singleton, in cui fu nuovamente Shaft, zio dell'omonimo protagonista interpretato da Samuel L. Jackson. Inoltre ebbe un ruolo in George re della giungla...? (1997). In tv fu protagonista in parecchi episodi di Desperate Housewives, interpretando un detective senza scrupoli, e apparve anche nella serie di fantascienza Heroes.
Roundtree è morto nel 2023, per le complicazioni di un nuovo tumore, un cancro pancreatico.

## Filmografia parziale

### Cinema
- Cosa dici a una signora nuda? (What do You Say to a Naked Lady?), regia di Allen Funt (1970)
- Shaft il detective (Shaft), regia di Gordon Parks (1971)
- Shannon senza pietà (Embassy), regia di Gordon Hessler (1972)
- Shaft colpisce ancora (Shaft's Big Score!), regia di Gordon Parks (1972)
- Charley (Charley One Eye), regia di Don Chaffey (1973)
- Shaft e i mercanti di schiavi (Shaft in Africa), regia di John Guillermin (1973)
- Terremoto (Earthquake), regia di Mark Robson (1974)
- L'uomo venerdì (Man Friday), regia di Jack Gold (1975)
- Colpo da un miliardo di dollari (Diamonds), regia di Menahem Golan (1975)
- Ritratto di un killer (Portrait of a Hitman), regia di Allan A. Buckhantz (1977)
- Amici e nemici (Escape to Athena), regia di George Pan Cosmatos (1979)
- Il gioco degli avvoltoi (A Game for Vultures), regia di James Fargo (1979)
- Il giorno degli assassini (Day of the Assassin), regia di Brian Trenchard-Smith (1979)
- Inchon, regia di Terence Young (1981)
- Il serpente alato (Q), regia di Larry Cohen (1982)
- I tre inseparabili (One Down, Three Go), regia di Fred Williamson (1982)
- I vendicatori della notte (Young Warriors), regia di Lawrence D. Foldes (1983)
- Un difficile caso per il tenente Long (Killpoint), regia di Frank Harris (1984)
- Per piacere... non salvarmi più la vita (City Heat), regia di Richard Benjamin (1984)
- Fuga infernale (Opposing Force), regia di Eric Karson (1986)
- Party Line - L'assassino chiama due volte (Party Line), regia di William Webb (1988)
- Angel Killer III (Angel III: The Final Chapter), regia di Tom DeSimone (1988)
- Poliziotto sadico (Maniac Cop), regia di William Lustig (1988)
- Miami Cops, regia di Alfonso Brescia (1989)
- La vendetta, regia di Leandro Lucchetti (1989)
- Testimone poco attendibile (Night Visitor), regia di Rupert Hitzig (1989)
- Il banchiere (The Banker), regia di William Webb (1989)
- Arrendersi o morire (A Time To Die), regia di Charles T. Kanganis (1991)
- Bloodfist III: La legge del drago (Bloodfist III: Forced to Fight), regia di Oley Sassone (1992)
- Ballistic, regia di Kim Bass (1995)
- Seven (Se7en), regia di David Fincher (1995)
- T-Rex - Il mio amico Dino (Theodore Rex), regia di Jonathan R. Betuel (1995)
- Sfida finale (Original Gangstas), regia di Larry Cohen (1996)
- George re della giungla...? (George of the Jungle), regia di Sam Weisman (1997)
- Steel, regia di Kenneth Johnson (1997)
- Shaft, regia di John Singleton (2000)
- S.Y.N.A.P.S.E. - Pericolo in rete (Antitrust), regia di Peter Howitt (2001)
- Corky Romano - Agente di seconda mano (Corky Romano), regia di Rob Pritts (2001)
- Joe - X (Joe and Max), regia di Steve James (2002)
- Boat Trip, regia di Mort Nathan (2002)
- Brick - Dose mortale (Brick), regia di Rian Johnson (2005)
- Shaft, regia di Tim Story (2019)
- Voltare pagina (Moving On), regia di Paul Weitz (2022)
- Thelma, regia di Josh Margolin (2024)

### Televisione
- Shaft – serie TV, 7 episodi (1973)
- Firehouse, regia di Alex March – film TV (1973)
- Radici (Roots) – serie TV, un episodio (1977)
- A.D. - Anno Domini (A.D.), regia di Stuart Cooper – miniserie TV (1985)
- Fuorilegge (Outlaws) – serie TV, 12 episodi (1986-1987)
- The Fifth Missile, regia di Larry Peerce – film TV (1986)
- La signora in giallo (Murder, She Wrote) – serie TV, episodio 5x07 (1988)
- Willy, il principe di Bel-Air (The Fresh Prince of Bel-Air) – serie TV, episodi 1x03-6x18 (1990-1996)
- Nero come il cuore, regia di Maurizio Ponzi – film TV (1991)
- Moscacieca, regia di Mario Caiano – miniserie TV (1993)
- Buddies – serie TV, 14 episodi (1996)
- Missing (1-800-Missing) – serie TV, 1 episodio (2003)
- Alias – serie TV, 2 episodi (2003-2004)
- Desperate Housewives – serie TV, 5 episodi (2004-2005)
- Grey's Anatomy – serie TV, episodio 3x02 (2006)
- Heroes – serie TV, 6 episodi (2006-2007)
- Uno sconosciuto alla mia porta (Point of Entry), regia di Stephen Bridgewater – film TV (2008)
- Being Mary Jane – serie TV, 33 episodi (2013-2019)
- La famiglia McKellan (Family Reunion) – serie TV, 22 episodi (2019-2022)

## Doppiatori italiani
Nelle versioni in italiano delle opere in cui ha recitato, Richard Roundtree è stato doppiato da:
- Pino Colizzi in Shaft il detective, Shaft colpisce ancora, Shaft e i mercanti di schiavi
- Pietro Biondi in Shaft (serie TV), The Closer, Private Practice
- Michele Gammino in Brick - Dose mortale, Shaft (2019)
- Piero Tiberi in Boat Trip, Desperate Housewives
- Carlo Valli in Star, Thelma
- Giancarlo Maestri in Radici
- Sergio Di Stefano in Triade chiamata canale 6
- Michele Kalamera in La signora in giallo
- Giorgio Favretto in MacGyver
- Massimo Corvo in Poliziotto sadico
- Sandro Iovino in Seven
- Angelo Nicotra in George re della giungla...?
- Renato Cecchetto in Steel
- Vittorio Di Prima in Shaft (2000)
- Domenico Maugeri in Resurrection Blvd.
- Renato Mori in Corky Romano - Agente di seconda mano
- Saverio Moriones in Alias
- Stefano Mondini in Missing
- Diego Reggente in Heroes
- Gerolamo Alchieri ne La famiglia McKellan (st. 2)
- Dario Oppido ne La famiglia McKellan (st. 3-4)
- Stefano Oppedisano in Voltare pagina
- Alessandro Rossi in S.Y.N.A.P.S.E. - Pericolo in rete (ridoppiaggio)